# Том Коттон
Брайант Томас «Том» Коттон (англ. Thomas Bryant «Tom» Cotton; нар. 13 травня 1977, Дарданель, Арканзас) — американський політик з Республіканської партії. Він був членом Палати представників з 2013 по 2015. Сенатор США від штату Арканзас з 2015.
Коттон навчався в Гарвардському університеті, а потім служив в армії США протягом п'яти років. Був в Іраку і Афганістані, нагороджений у тому числі Бронзовою Зіркою.